# Deir Zor
Deir Zor Deir ez-Zor, Deir Ezzor, Deir al-Zor, Dayr al-Zawr, Dayr az-Zawr, Der Ezzor ou simplesmente Zor (em árabe: دير الزور‎; em siríaco: ܙܥܘܪܬܐ; em arménio: Տէր Զօր, Դեր Զոր; romaniz.: Der Zor) é a maior cidade da parte oriental da Síria e a sétima maior daquele país. Situada 450 km a nordeste da capital Damasco, nas margens do rio Eufrates, Deir Zor é a capital da província de homónima. Segundo o censo oficial de 2004, a cidade tinha 211 857 habitantes.

## Etimologia
Na Síria e nas regiões vizinhas é comum usar a abreviatura Ad-Deir para designar Deir Zor.[carece de fontes?] O nome atual, que se aplica também à região em volta, tem origem no facto da área ter sido um local onde houve mosteiros cristãos isolados e dispersos. Deir, o termo árabe para mosteiro, foi usado durante a Idade Média e Idade Moderna, enquanto que Zor, nome de um arbusto que cresce nas margens do rio, só surgiu em alguns registos otomanos tardios.

## História
A cidade moderna foi ampliada pelos otomanos em 1867 em volta da cidade já existente. Em 1915, Zor tornou-se um dos principais destinos dos arménios sujeitos às "marchas da morte" durante o genocídio arménio. Em 1991 foi erigido na cidade um memorial assinalando esses eventos. A França ocupou Deir Zor em 1921, onde instalou uma grande guarnição militar. A região era então governada por Haj-Fadel Abboud, membro de uma família da aristocracia local. Em 1941, tropas comandadas por britânicos derrotaram as forças francesas leais a Vichy durante a campanha da Síria e Líbano, que incluiu uma batalha pelo controlo de Deir; a administração da cidade passou então para o governo da França Livre. Em 1946 tornou-se parte da Síria independente.
Deir Zor situa-se 85 km  a noroeste do sítio arqueológico de Dura Europo e 120 km a noroeste da antiga cidade de Mari. Durante o período romano Deir Zor foi um entreposto importante na rota comercial entre o Roma e a Índia. Conquistada pela imperatriz Zenóbia (r. 267–272), fez parte do efémero Império de Palmira. Depois de sucessivas vagas de invasões, acabou por ser destruída pelos mongóis.